# Jeanne Bueche
Jeanne Bueche (née à Saint-Imier le 15 avril 1912 et morte le 28 juin 2000 à Delémont) est une architecte suisse spécialisée dans les réalisations religieuses.

## Biographie
Jeanne Bueche naît dans le Jura bernois où son père, également architecte, est impliqué dans la vie politique et milite pour l’indépendance du Jura.
Aînée de cinq enfants, elle suit tout d'abord des études d’agriculture sous la pression de ses parents, puis rejoint l’EPFZ pour étudier l'architecture, qui est sa passion avec la sculpture. Elle obtient son diplôme en 1935 et devient l'une des premières femmes de Suisse diplômée d’architecture.
Pendant et après ses études, elle effectue plusieurs stages à l'étranger, notamment à Stuttgart en 1933, puis à Stockholm en 1939 avant de devoir revenir en Suisse au déclenchement de la Seconde Guerre mondiale pendant laquelle elle est mobilisée.
Protestante par sa famille, Jeanne se convertit au catholicisme à sa majorité en 1944. Dans le même temps, elle ouvre son bureau à Delémont, ville qu’elle ne quittera plus. En 1950, elle reçoit sa première commande religieuse pour la construction d’une nouvelle chapelle à Montcroix.
Pendant sa carrière, Jeanne va réaliser 6 églises ou chapelles et va en rénover plus d’une trentaine (la plupart dans le Jura). Dans quelques cas, elle s'assure la collaboration d'artistes connus, tels que Fernand Léger ou Coghuf. Elle a également restauré de nombreuses églises, par exemple :      Église Saint-Valbert / Kirche Saint-Valbert à Soubey.
En 1976, elle est cofondatrice de l'Association pour la sauvegarde du patrimoine rural jurassien qui, progressivement, va prendre en charge non seulement des monuments anciens mais également des constructions plus récentes, mal ou pas entretenues.

## Sculpture
En parallèle avec sa profession, Jeanne Bueche est également active dans le monde des arts, en particulier celui de la sculpture. Elle siège à la commission fédérale des Beaux-Arts et entretient des rapports amicaux avec le sculpteur tessinois Remo Rossi (en) à qui elle confiera différents mandats pour ses chantiers.
Philippe Daucourt, chercheur aux Archives de la construction moderne rédigera Jeanne Bueche architecte : les archives de la construction moderne relatant toute son œuvre en 1997.

## Voir également

### Sources
- Fonds : Jeanne Bueche (1933-1988).  Cote : Acm-EPFL 0071, Jeanne Bueche. Lausanne : Archives de la construction moderne – EPFL (présentation en ligne).

- Haaike Peeters, Die Architektin Jeanne Bueche, dans: Jahrbuch für Kunst und Kirche 2019–2021, Profan, éd. de la Schweizerischen St. Lukasgesellschaft (rédaction: Alexia Zeller et al.), Sursee: 2021, pages 72–75 (résumé en français: "L'architecte Jeanne Bueche" en page 74).